# ヒルダの冒険
『ヒルダの冒険』(原題: Hilda) は、2018年9月21日よりNetflixで配信されたWebアニメ。小説シリーズを元にしたルーク・ピアソンが作成する。

## あらすじ
ヒルダは11歳の少女で、森の端にある小屋で自然に囲まれながらママとペットのトゥーウィッグと共に育った。しかし、とある理由からヒルダ達は少し離れたところにある壁に囲まれた都市・トロールバーグに引っ越すことになってしまう。ヒルダはそこでデイビッドとフリーダの二人と友達になり、様々な仲間とともに冒険してゆくのであった。

## 登場人物

### 主要登場人物
- ヒルダ (Hilda) 声 - 菊池こころ デイビッドとフリーダの親友で、このアニメの主人公。11歳冒険家の女の子で髪の毛が青いのが特徴的。常に小さいベレー帽を被り長靴を履いており、シーズン1~2とシーズン3では別の服装となっている。 ほとんどの場合、鹿狐のトゥーウィッグや親友のデイビッドとフリーダと一緒にいる。その他にもエルフのアルファーやトントゥー、サンダーバードなどの人間以外の動物と一緒にいることも多い。また、ヒルダのママはいわゆる過保護であり、それがきっかけで喧嘩や、大きな問題にまで発展してしまうことがあるものの、二人は仲良しである。 ヒルダは元々住んでいた自然に囲まれた小屋から引っ越すとをためらっており、都会のあの雰囲気が苦手だった。しかし、彼女は徐々に学校やスパロウスカウトにも通い始め、そこで出会ったデイビッドとフリーダと仲睦まじく遊ぶようになり段々と社交性を持ち始めるようになった。アニメ序盤では学校を嫌っており、先生から問題児扱いされていたものの、中盤からは学校に行くのが楽しみになるほどにまで至る。 前述の通りとにかく冒険好きで、よくデイビッドとフリーダを冒険に連れ回しては問題を引き起こしてしまう。このようなことがあり、偶に仲違いしてしまうこともある。彼女自身も自覚しており、"Life of Hilda"というヒルダ自身が歌っている歌詞にもその様子が書かれている。
- トゥーウィグ (Twig) ヒルダのペットで鹿狐。全身が白く、所々に黒い模様があり、小さな角が生えている。原作では青色が主色。トゥーウィッグはまだ小さな子どもで、大きく育つと本物の鹿の如く大きく育つ。また、鹿狐特有の特別な力を持っていて、遠吠えをすることによって虹が道になり、特定の空間から空間への移動を行うことが可能。 性格はとても勇敢で、ママとヒルダを守るために身を挺して守ることもしばしば。それでも、非常に可愛らしく、多くの視聴者から人気を博している。またコミュニケーーションを取ることも得意で、よく外のお仲間と楽しげに親しんでいる。 ヒルダとは小さい頃に出会い、とある理由から行き場を失ったトゥーウィッグを仲間に引き入れたのがヒルダだ。
- デイビッド (David) 声 - 小原好美 ヒルダの親友で、大変臆病な男の子。ヒルダの冒険につきあわされては、恐ろしい目にあっている。よく虫が体についていて、よくいろんな人に取ってもらっている。それでも、人思いの優しい人で、臆病な性格を直そうと頑張っている。
- フリーダ (Frida) 声 - 宮本佳那子 ヒルダの親友で、真面目で頭が良い女の子。ヒルダとはその性格上度々対立することがあるものの三人と仲良し。成績優秀で、学級委員長を目指したり、公演会を開いたりなどリーダ気質。また、シーズン2からは魔女の才能を買われ、魔女の勉強に励んでいる。
- ジョアンナ "ママ" (Johanna "Mum") 声 - 加藤有生子 ヒルダのママで、ヒルダとはよく喧嘩している。作中でも冒険好きなヒルダとは真逆に、保守的な性格で、ヒルダが少しいなくなると心配になってしまう。それでも、偶に危険な道をあえて選ぶこともしばしば。 彼女はデザイン関係の仕事に従事しており、作中でもそれが重要な情報になることもある。
- アンダース"パパ"（Anders） 声 - 高木渉 ヒルダのパパで、ヒルダと同じく冒険好き。登場するのはシーズン3の「城跡での仕事」からで、家族にはほとんど顔を見せることがない。性格は少々大雑把で、アルファーにもルーズな性格であると指摘されている。それでも、ヒルダとジョアンナのことを愛している。
- トントゥー（Tontu) 声 - 松重憒 ヒルダの家にいるニッセ。元々は別の家に住んでいたものの、追い出されてしまいその後はヒルダの家にずっと住んでいる。 余っている空間を一挙に集め、自由自在に行き来することができるユニークな能力を持っており、その能力をヒルダに使わせてもらうようにねだられることがある。お母さんとも関係は良好で、ご飯をよく作ってもらっている。その代わりに、その空間に食器などをしまってあげている。
- アルファー・アルドリック (Alfur aldric) 声 - 佐々木拓真 小さなエルフで、ヒルダと出会ってからはずっとつきっきり。エルフは契約書を重視する生き物で、人間やその他の生物も、契約書を見ない限りはエルフの姿は見えない。 性格は大変貴重面で、常にノートを持ち合わせており、予定表や記録を随時書き足している。
- エリック・アールバーグ (Erik Ahlberg) 声 - 綿貫竜之介 シーズン2と「ヒルダと山の王」のみ登場する男性のキャラクター。安全パトロール隊の隊長として、トロールから街を守っていることを誇張していおり、鐘の増設や強化を有用性を常に主張し続けている。実際のところ、彼は街を守る他に自分が人気ものになるためにトロールに対する対立心、恐怖心を煽っている。 その傲慢さや周りを犠牲にしてでも自分が一番になろうとしているところからもヒルダとは常に対立している。
- ゲルダ・グスタフ（Gerda Gustav) 声 - 渡辺ゆかり シーズン2とシーズン3のみ登場する女性のキャラクター。安全パトロール隊の副隊長として、トロールやその他の危険から街を守っている。彼女はアールバーグと比べて、本当に街の安全を守ることを重要視していて、最初は隊長として尊敬していたアールバーグも、少しずつその性格を疑い始める。 ヒルダやその他の人々とも関係は良好で、心強い副隊長と観られている。

### 複数回登場
- ウッドマン (Woodman)声 - 中村和正 全身木でできた生き物で、上に葉っぱが一枚ついている。口と目は常に丸く開いていて、頭は体から浮いている。 本を読むのが好きで、知識深く、ヒルダたちにヒントを与えることも多い。 性格は、自分最優先ながらも周りも多少は気をかけている。第一話から最後まで度々登場していて、その度にヒルダを危険に振り回したり、逆に振り回されたりしている。周りからはよく不気味がられていたり、信用もされていない。しかも、性格も少し悪く、欲も深く、深追いし過ぎる性格。それでも、多少の優しさは持ち合わせており、ヒルダのことを「友達」と呼ぶこともあるほど。 また、賭け事好きで、ヒルダを賭けたこともある。ただ、賭け事は壊滅的に弱く、負けている場面が多い印象だが、稀に大勝利することもある。
- ビクトリア・バン・ゲール (Victoria Van Gale)声 - 岡本麻弥 工学や気象科学、物理学など幅広い分野をカバーする天才科学者の女性。元々は気象観測所のラジオで100%的中の天気予報を行っていたが、ヒルダとデイビッドにその秘密を暴かれてしまい、また別の研究に勤しむことを繰り返す。作中では三回ほど登場する。
- カイザ (Kaisa) 声 - 保澄しのぶ トロールバーグにある図書館の司書の女性。実は魔法使いで、求めている本を話さずとも察し、ヒルダたちに提供することもある。
- トレバー (Trevor)声 - 飯沼南実 ヒルダと同じ学校に通っている性格の悪い子。昔流行ったピンポンダッシュや、鳥に石ころを投げたり、スパロウスカウトの出店を雪玉で奇襲攻撃して、店中を荒らすなどの悪事が目立つ。またヒルダのことを、魔女ということがある。
- リーダー声 - 八百屋杏 ヒルダの通っているスパロウスカウトのリーダーの女性。

## エピソード一覧

### シーズン 1
| 話数 | サブタイトル       | 原題                                        |
| ---- | ------------------ | ------------------------------------------- |
| 1    | だれかがいる       | Chapter 1: The Hidden People (Part 1)       |
| 2    | 真夜中に見たものは | Chapter 2: The Midnight Giant (Part 2)      |
| 3    | バードパレード     | Chapter 3: The Bird Parade                  |
| 4    | スカウトの活動     | Chapter 4: The Sparrow Scouts               |
| 5    | トロール岩         | Chapter 5: The Troll Rock                   |
| 6    | わるい夢           | Chapter 6: The Nightmare Spirit             |
| 7    | 忘れられた部族     | Chapter 7: The Lost Clan                    |
| 8    | あやしいまほう     | Chapter 8: The Tide Mice                    |
| 9    | おそうじおばけ     | Chapter 9: The Ghost                        |
| 10   | 大あらし           | Chapter 10: The Storm (Part 1)              |
| 11   | 森のおくの家       | Chapter 11: The House in the Woods (Part 2) |
| 12   | 居場所を求めて     | Chapter 12: The Nisse (Part 1)              |
| 13   | 大きな黒い犬       | Chapter 13: The Black Hound (Part 2)        |

### シーズン 2
| 話数 | サブタイトル       | 原題                                    |
| ---- | ------------------ | --------------------------------------- |
| 1    | トロール群れ       | Chapter 1: The Troll Circle             |
| 2    | ドラウゲン         | Chapter 2: The Draugen                  |
| 3    | 魔女               | Chapter 3: The Witch                    |
| 4    | 永遠の戦士たち     | Chapter 4: The Eternal Warriors         |
| 5    | 風車小屋           | Chapter 5: The Windmill                 |
| 6    | 町中の古い鐘       | Chapter 6: The Old Bells of Trolberg    |
| 7    | コルドロン島の怪物 | Chapter 7: The Beast of Cauldron Island |
| 8    | 50年前の夜         | Chapter 8: The Fifty Year Night         |
| 9    | 鹿キツネ           | Chapter 9: The Deerfox                  |
| 10   | ユールラッズ       | Chapter 10: The Yuie Lads               |
| 11   | ジョルツ大事件     | Chapter 11: The Jorts Incident          |
| 12   | 後釜               | Chapter 12: The Replacement             |
| 13   | 石の森             | Chapter 13: The Stone Forest            |

### シーズン 3
| 話数 | サブタイトル           | 原題                            |
| ---- | ---------------------- | ------------------------------- |
| 1    | トフォトン行きの列車   | Chapter 1: The Train to Tofoten |
| 2    | 妖精の小山             | Chapter 2: The Fairy Mound      |
| 3    | 巨人キラー             | Chapter 3: The Giantslayer      |
| 4    | 笑う半魚人（マーマン） | Chapter 4: The Laughing Merman  |
| 5    | 城跡での仕事           | Chapter 5: The Job              |
| 6    | 忘れられた湖           | Chapter 6: The Forgotten Lake   |
| 7    | おかしな暗号           | Chapter 7: Strange Frequencies  |
| 8    | 妖精の国               | Chapter 8: The Fairy Isle       |

### 長編作品
| サブタイトル   | 原題                        | 公開           |
| -------------- | --------------------------- | -------------- |
| ヒルダと山の王 | Hilda and the Mountain King | 2021年12月30日 |